# Espen Berntsen
Espen Berntsen (Vang, 12 mei 1967) is een Noors voormalig voetbalscheidsrechter. Hij was in dienst van FIFA en UEFA tussen 2002 en 2012. Ook leidde hij van 1997 tot 2015 wedstrijden in de Tippeligaen.
Op 7 juli 2002 leidde Berntsen zijn eerste wedstrijd in Europees verband tijdens een wedstrijd tussen Torino en Schwarz-Weiß Bregenz in de eerste ronde van de UEFA Intertoto Cup; het eindigde in 1–0 en de Noor gaf vier gele kaarten. Zijn eerste interland floot hij op 26 maart 2005, toen Liechtenstein met 1–2 verloor van Rusland. Tijdens dit duel gaf Berntsen vier gele kaarten.

## Interlands
| Datum            | Plaats               | Wedstrijd               | Uitslag | Competitie           | Kreeg geel | Kreeg voor de tweede keer geel en dus rood | Weggestuurd |
| ---------------- | -------------------- | ----------------------- | ------- | -------------------- | ---------- | ------------------------------------------ | ----------- |
| 26 maart 2005    | Vaduz, Liechtenstein | Liechtenstein – Rusland | 1 – 2   | WK 2006 kwalificatie | 4          | 0                                          | 0           |
| 17 augustus 2005 | Brussel, België      | België – Griekenland    | 2 – 0   | Vriendschappelijk    | 0          | 0                                          | 0           |
| 13 oktober 2007  | Warschau, Polen      | Polen – Kazachstan      | 3 – 1   | EK 2008 kwalificatie | 1          | 0                                          | 0           |
| 11 oktober 2008  | Piraeus, Griekenland | Griekenland – Moldavië  | 3 – 0   | WK 2010 kwalificatie | 2          | 0                                          | 0           |
| 6 september 2011 | Skopje, Macedonië    | Macedonië – Armenië     | 2 – 2   | EK 2012 kwalificatie | 5          | 0                                          | 0           |